# Войцехович Василь Олександрович
Васи́ль Олекса́ндрович Войцехо́вич (*5 січня 1913 — †21 квітня 1987) — активний учасник українського комуністичного руху опору в роки Німецько-радянської війни, майор, письменник, Герой Радянського Союзу (1944), двічі кавалер ордена Леніна.

## Життєпис
Народився 5 січня 1913 року в повітовому містечку Краснокутськ Харківської губернії Російської імперії (тепер — селище Богодухівського району Харківської області України) в сім'ї агронома. У 1927 році закінчив Краснокутську середню школу, потім — Богодухівський сільськогосподарський технікум. Працював меліоратором в Україні і Середній Азії.
У 1939 році добровільно вступив до лав Червоної Армії. У 1939—1940-х роках брав участь в радянсько-фінській «зимовій» війні. Потім закінчив Сумське артилерійське училище і отримав призначення в 117-й гаубичний артилерійський полк 8-ї стрілецької дивізії Західного окремого військового округу.

### Німецько-радянська війна
У лютому 1941 року призначений командиром взводу 262-го корпусного гаубичного полку 1-го стрілецького корпусу. На цій посаді і зустрів Німецько-радянську війну.
У липні 1941 року отримав посаду командира штабної батареї. А вже в серпні, в жорстокому бою з німцями в районі Могильова, отримав поранення, потрапив в полон і в колоні полонених етапований до Польщі. По дорозі — вдалося втекти і дістатися Путивльського району Сумської області. 12 лютого 1942 року в Хінельських лісах (лісові масиви біля кордонів північної частини Сумщини, один з районів масового партизанського руху Німецько-радянської війни) зустрівся з розвідниками Путивльського партизанського загону командира Сидора Ковпака і став членом загону. Командування призначило Войцеховича помічником командира роти, а з березня 1942 року — помічником начальника штабу. 
У 1943 році вступив до лав КПРС, а 25 вересня цього ж року отримав посаду начальника штабу з'єднання партизанських загонів Сумської області, з січня 1944 року — начальника штабу 1-ї Української партизанської дивізії.
Сидор Ковпак дав Войцеховичу прізвисько «Кутузов» — за уміння водити партизанське військо і оперативно забезпечувати керівництво боями. Войцехович брав активну участь у розробці бойових операцій, які здійснювали партизани Ковпака, визначав маршрути, дороги, переправи через річки, залізничні переїзди, населені пункти, які треба пройти; був учасником Карпатського рейду. Як начальник штабу 1-ї Української партизанської дивізії разом з командуванням розробляв плани бойових операцій і рейди дивізії, успішно здійснені на території західних областей України, Білорусі і східних районів Польщі.
Указом Президії Верховної Ради СРСР від 7 серпня 1944 року за бойові подвиги в тилу ворога і особливі заслуги у справі розвитку партизанського руху в Україні майору Войцеховичу присвоєно звання Героя Радянського Союзу з врученням ордена Леніна і медалі «Золота Зірка» (№ 4325).

### Повоєнні роки
Після війни Войцехович — в запасі. Працював головою виконкому Лебединської районної ради депутатів, директором Яремчанського курортного управління. Але поранення, отримані в боях, змусили його залишити роботу. Лікарська комісія визнала Войцеховича інвалідом війни 1-ї групи, і до вересня 1947 року він був на пенсії.
Підлікувавшись, з 1947 року працював в системі лісового господарства. Був директором Великоберезнянського лісгоспу Закарпатської області, начальником Уральського територіального управління держлісосмуг, членом колегії Міністерства лісового господарства, у 1960-х — директором Мордовського державного заповідника (нині Республіка Мордовія Російської Федерації). У 1950 році закінчив Вищі лісові курси з підготовки керівних кадрів Міністерства лісового господарства.
У 1966 році перейшов на літературну роботу, написав кілька книг спогадів про війну, був членом Союзу письменників Української РСР. Мешкав у Києві, де й помер 21 квітня 1987 року. Похований на Байковому кладовищі. У 1989 році перепохований у Краснокутську.

## Вшанування пам'яті
- Погруддя у Спадщанському лісі під Путивлем на Алеї Героїв.
- Пам'ятний знак на могилі на Меморіалі Слави на батьківщині, у селищі Краснокутськ

## Нагороди
- два ордени Леніна;
- орден Вітчизняної війни 1-го ступеня (1985);
- орден Червоної Зірки;
- медалі;
- польський орден «Virtuti Militari».